# LS SK2, MHE T2
Die zweiachsigen Triebwagen LS SK2 der Kleinbahn Lüneburg–Soltau und MHE T2 der Meppen-Haselünner Eisenbahn wurden 1934 von der Waggonfabrik Wismar in Wismar als Schienenbusse ohne Zug- und Stoßeinrichtung gebaut. Der Triebwagen der 1944 in den Osthannoverschen Eisenbahnen aufgegangenen Kleinbahn Lüneburg–Soltau wurde nach einem zwischenzeitlichen Einsatz bei der Ilmebahn als Museumsfahrzeug erhalten und wird auf dem Netz der OHE für Sonderfahrten eingesetzt.

## Geschichte und Einsatz

### LS SK2
Dieser zweiachsige Triebwagen wurde mit der Fabriknummer 20235 von der Waggonfabrik Wismar gebaut und 1934 als zweiter Triebwagen der Kleinbahn Lüneburg–Soltau in Betrieb genommen.
Die Kleinbahn Lüneburg–Soltau fusionierte zum 1. Januar 1944 mit der Kleinbahn Soltau-Neuenkirchen zur Lüneburg–Soltauer Eisenbahn, diese ging noch im gleichen Jahr in den neugegründeten Osthannoverschen Eisenbahnen (OHE) auf. Die OHE reihte den Triebwagen als OHE DT 0511 in ihren Bestand ein und setzte ihn auf ihrem gesamten Streckennetz ein. Während einiger Umbauten änderte sich das Aussehen des Fahrzeuges mehrfach. 1953 erhielt er normale Zug- und Stoßeinrichtungen, gleichzeitig wurde der Dachgepäckträger entfernt. Bei einem Umbau der Maschinenanlage wanderte der Auspuff von der Stirnseite zur Mitte des Triebwagens.
2006 wurde der Triebwagen unter Beibehaltung seiner Nummer von der Ilmebahn übernommen. Er wurde als Ilmeblitz vermarktet und befuhr die Strecke der Gesellschaft mit Sonderfahrten. Nach der Reaktivierung des regulären Schienenpersonennahverkehrs auf der Strecke der Ilmebahn konnte der Triebwagen dort nicht mehr eingesetzt werden und wurde 2019 zum Verkauf ausgeschrieben. Im Rahmen einer Spendenaktion gelang es der AVL, den Zuschlag zu bekommen und so den Triebwagen wieder in seine alte Heimat zu überführen. Da er noch gültige Fristen hatte, konnte er gleich eingesetzt werden und steht nun (2020) für Sonderfahrten auf dem Netz der OHE und der vereinseigenen Bleckeder Kleinbahn zur Verfügung.

### MHE T2
Bei der Meppen-Haselünner Eisenbahn gab es einen baugleichen Triebwagen, der 1934 unter der Fabriknummer Wismar 20246 als zweiter Triebwagen der Bahngesellschaft beschafft wurde. Er wurde während des Krieges mit Torfgasantrieb betrieben. Der Wagen wurde in den letzten Kriegstagen bei einem Bombenangriff, bei dem auch der Lokschuppen in Haselünne getroffen wurde, zerstört.

## Technische Merkmale/Ausstattung
Die Triebwagen ähneln, obwohl größer und mit größerem Achsstand, den Wismarer Schienenbussen, jedoch ohne die für diese typischen Motorvorbauten. Die Karosserie besitzt eine bis zur Wagenmitte senkrechte, darüber nach hinten abgeschrägten Stirnwand. Es wurde nur ein Motor eingebaut, der mit dem direkt verbundenen Getriebe in die Mitte des Wagenkastens verlegt wurde. Über eine lange Kardanwelle wurde eine Achse angetrieben. Der Wagenkasten wurde in die beiden Einstiegsräume, in denen der Triebwagenführer auf der linken Seite seinen Arbeitsplatz hatte, und das dazwischen liegende Abteil für die Reisenden unterteilt. Dieses wiederum war in zwei Abteile Raucher/Nichtraucher mit Trennwänden unterteilt. Ein Einstiegsraum war etwas größer ausgeführt, er diente auch als Gepäckraum. Ursprünglich besaßen die Triebwagen einen Dachgepäckträger und keine Zug- und Stoßeinrichtung. Der OHE-Triebwagen wurde mehrfach den neuzeitlichen Bedürfnissen angepasst. Er ist auch mit einer Toilette ausgerüstet.
Über die Maschinenanlage können nur wenige Aussagen getroffen werden. Der OHE-Triebwagen besitzt inzwischen ein Mylius-Getriebe. 1965 hatte er eine Scheibenbremse. Ob diese Teile original vorhanden waren – die Wismarer Schienenbusse wurden 1932 mit Trommelbremse hergestellt – kann nicht nachvollzogen werden. Über den Triebwagen der MHE existiert eine Skizze in der Literatur, der das Fahrzeug mit Zug- und Stoßeinrichtung zeigt.

### Farbgebung
Ausgeliefert wurde der Triebwagen der Kleinbahn Lüneburg–Soltau in weinrot/beige, 1953 wurde er rot umlackiert und 1976 wieder in rot/beige. Seit 2007 ist er wieder rot gestrichen. Alle Arbeiten führte die Werkstatt der OHE in Celle aus. Von dem Triebwagen MHE T2 existieren keine Fotos und Lackierungsangaben.